# Maria van Valois (1309-1331)

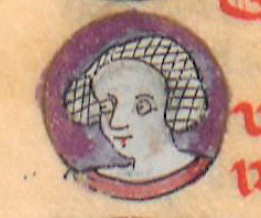
Maria van Valois, ingehuwd in het Huis Anjou-Sicilië

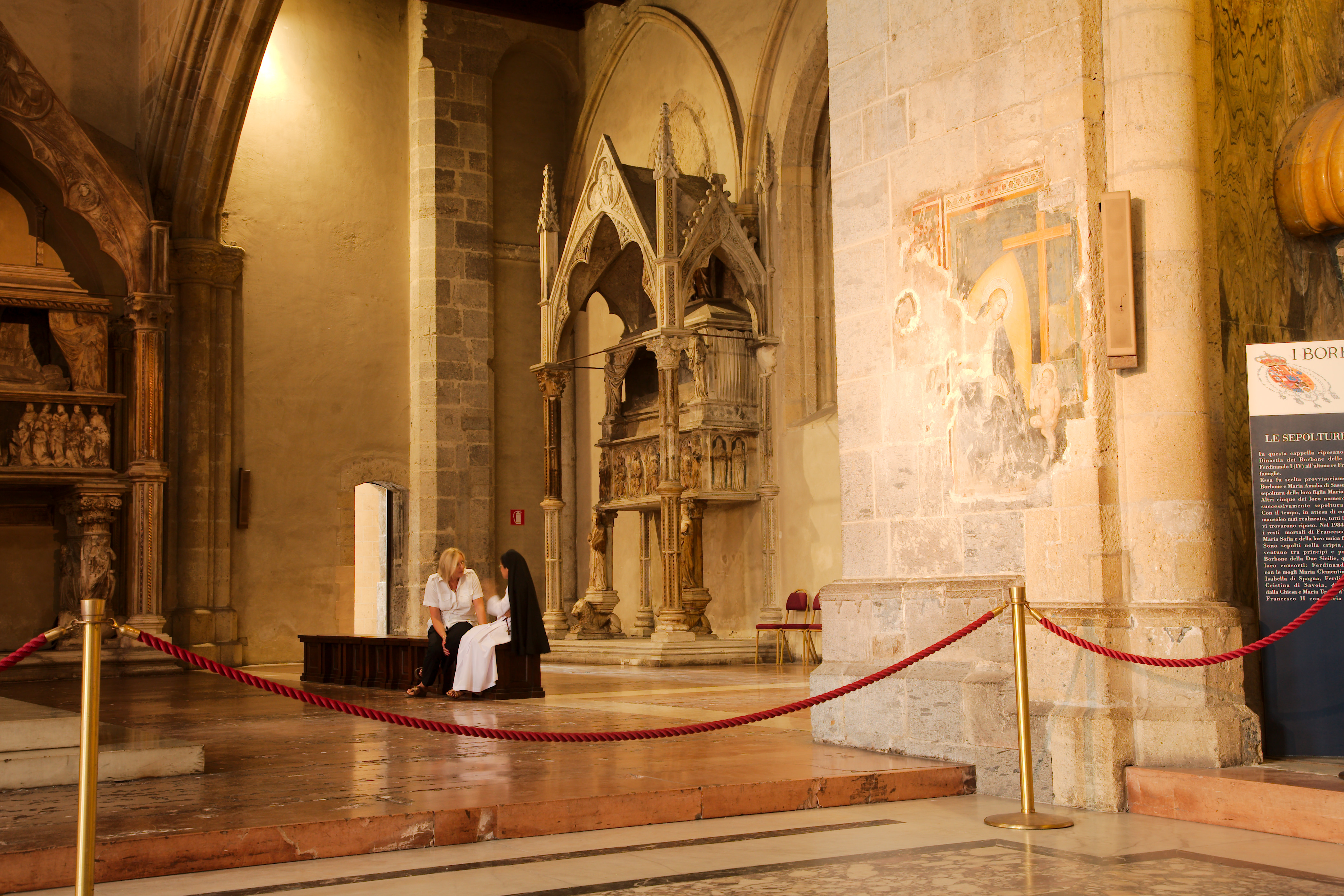
Rechts, graftombe van Maria van Valois in de Santa Chiara in Napels

Maria van Valois (1309 - Bari, 1331) uit het Frans koninklijk Huis Valois was hertogin-gemalin van Calabrië als echtgenote van Karel van Calabrië van het Huis Anjou-Sicilië. Door dit huwelijk waren de twee grootste Franse dynastieën verbonden in het koningshuis van Napels. Noch zij noch haar man bestegen de koningstroon van Napels evenwel.

## Levensloop
Maria van Valois was het oudste kind van Karel van Valois (1270-1325), graaf van Valois, en diens derde echtgenote Mathilde van Châtillon. In oktober 1323 huwde zij per procura in Parijs, en in mei 1324 in persona in Napels, met kroonprins Karel van Calabrië van het Huis Anjou-Sicilië. Na het verdrag van Caltabellotta (1302) had de Franse dynastie Anjou-Sicilië zich immers tevreden gesteld met het koninkrijk Napels zonder Sicilië (wat nochtans voorkwam in de naam van de dynastie). Het was het tweede huwelijk voor Karel; het eerste bleef zonder kinderen. Het echtpaar had vijf kinderen doch twee haalden de huwbare leeftijd: Johanna en Maria van Calabrië. 
In 1328 stierf haar echtgenoot Karel. Haar schoonvader Robert van Anjou, koning van Napels, had als enige erfgenaam kleindochter Johanna alsook Maria’s ongeboren kind. In 1329 beviel Maria van prinses Maria, genoemd Maria van Calabrië. Maria bleef hertogin-weduwe van Calabrië, een titel eigen aan de kroonprinsen van Napels. Haar halfbroer, Filips VI, was op dat ogenblik koning van Frankrijk.
In 1331 trok Maria naar Bari op bedevaart. Ze stierf daar in een klooster. Door haar overlijden sloeg koning Robert van Anjou haar generatie over voor de erfopvolging in Napels. Johanna werd de kroonprinses; haar jongere zus Maria van Calabrië bleef voor meer dan 20 jaren haar rivale voor de troon. Koning Robert van Anjou was bezig met de bouwwerken van de basiliek Santa Chiara, een kloosterkerk voor franciscanen en franciscanessen in Napels. Toen de basiliek klaar was in 1340 liet Robert niet alleen voor zichzelf een grafmonument bouwen. De stoffelijke resten van Maria van Valois werden in een grafmonument gelegd, rechts van het hoofdaltaar.

## Huwelijk en kinderen
Maria van Valois en Karel van Calabrië kregen vijf kinderen:
- Eloisa (1325-1325)
- Maria (1326-1328), begraven in de Santa Chiara in Napels
- Karel Martel (1327-1327)
- Johanna I (1326-1382), koningin van Napels, begraven in de Santa Chiara in Napels
- Maria (1329-1366), huwde in 1343 met hertog Karel van Durazzo en in 1355 met vorst Filips II van Tarente; zij is begraven in de Santa Chiara in Napels